# Enoploderes
Оксамитець (лат. Enoploderes, Faldermann, 1837) — рід жуків з родини Скрипунових.
В Україні відомий лише один вид — Оксамитець червоний (Enoploderes sanguineus Faldermann, 1837). Оксамитець є неприродним для України, а ввезений імовірно із Кавказу. Життєздатна популяція станом на 2023 рік існує в межах міста Одеси і ймовірно найближчих околиць.